# Пернач Ніна Андріївна
Ніна Андріївна Пернач (30 грудня 1922 — 21 серпня 2003, місто Харків) — радянська партійна діячка, секретар Харківського обласного комітету КПУ, 1-й секретар Червонозаводського районного комітету КПУ міста Харкова. 

## Життєпис
Навчалася в Харкові.
Під час німецько-радянської війни, у 1941 році евакуйована на Уральський танковий завод (місто Нижній Тагіл), працювала контролером, комсомольським організатором цеху № 119.
Член ВКП(б) з 1943 року.
У 1943—1946 роках — комсомольський організатор ЦК ВЛКСМ Уральського танкового заводу в місті Нижньому Тагілі. У 1946 році повернулася до Харкова.
У 1950 році закінчила двигунобудівний факультет Харківського авіаційного інституту.
У 1950—1952 роках — 1-й секретар Харківського міського комітету ЛКСМУ.
У 1952—1953 роках — інструктор Харківського обласного комітету КПУ.
У 1955—1960 роках — 1-й секретар Червонозаводського районного комітету КПУ міста Харкова.
У лютому 1960 — січні 1963 року — секретар Харківського обласного комітету КПУ.
17 січня 1963 — 17 грудня 1964 року — заступник голови виконавчого комітету Харківської промислової обласної ради депутатів трудящих.
17 грудня 1964 — 1980 року — заступник голови виконавчого комітету Харківської обласної ради депутатів трудящих (народних депутатів).
З 1980 року — персональний пенсіонер союзного значення в місті Харкові.

## Нагороди
- два ордени Трудового Червоного Прапора (7.03.1960)
- орден Червоної Зірки (5.08.1944)
- орден «Знак Пошани»
- медалі
- Почесна грамота Президії Верховної Ради Української РСР (29.12.1972)